# A10高速公路 (奧地利)
A10高速公路（德語：Tauern Autobahn A10），又稱陶恩高速公路，是奧地利一條高速公路，連接薩爾茨堡以及接近義大利和斯洛文尼亞邊境的菲拉赫。全長192.7公里。
公路自納粹德國統治時期開始就已經興建，1968年工程恢復。1988年6月28日全面通車。公路是E55和E66公路的一部份。